# 押切もえ
押切 もえ（おしきり もえ、本名・涌井もえ（旧姓・押切）、1979年12月29日 - ）は、日本の女性ファッションモデル、タレント、小説家。千葉県出身。ケイダッシュグループのパール所属。
夫はプロ野球選手の涌井秀章。2児の母。

## 来歴
千葉県市川市生まれ、松戸市育ち。
千葉県立市川西高等学校1年在学時から、雑誌『Popteen』の読者モデルとして誌面に登場。当時通っていた地元の日焼けサロンでスカウトを受けたことがきっかけという。その後、雑誌『egg』の読者モデルを経て、再び雑誌『Popteen』から『東京ストリートニュース』へとモデルとしてステップアップし、着実にファンを増やしていった。
読者モデル時代は、いわゆるギャル路線であった。そのメイクやファッションは読者から圧倒的な人気と羨望を受け、“コギャルのトップ”、“スーパー高校生”と称賛され、カリスマ的な存在であった。雑誌掲載時に着用していた衣服は自前のものが大半であり、また、潤沢なギャラを得ていたわけではなかったこともあり安価な服をスタイリングで良く見せるテクニックを披露していた。『Popteen』に掲載された写真（ルーズソックスを着用した写真）について「ルーズソックスのブカブカ感は当時、あまりお金がなく、履き込んで、ずっと使い続けていたから」とのこと。『Popteen』卒業後も幾度か紙面にゲストとして登場していた。
2001年、『CanCam』の専属モデルとなる。その直後、所属事務所が解散。タレント名鑑を片手に所属する事務所探して電話をかけ、売り込みをしたが思うように叶わず、暫くの間は自ら仕事のスケジュール管理を行いフリーとして活動をしていた。モデル業だけでは生活が成り立たないため、アルバイトで賄わなければならなかったが、いつモデルの仕事が入るかわからないため、日雇い制のアルバイトを選んでいた時期がある。
『CanCam』の誌面を飾るモデルのなかで徐々に知名度があがり、蛯原友里、山田優と並ぶ同誌のトップ3人気モデルとしてブレイク。特に蛯原とは人気を二分した。特に同世代女性からの支持は高く、カジュアルシーンや通勤着のお手本になり、誌面で着用した服は雑誌発売日から数日でメーカーに問い合わせが殺到し、販売店では売り切れることもしばしばあったという。
2006年の春と秋に発売されて好評だった『お姉さん系CanCam』が2007年3月より『AneCan』として創刊されることになった。それに伴い、専属モデルとして抜擢されることが決定。2007年4月号を以て『CanCam』を“卒業”した。
2013年、長編小説『浅き夢見し』で小説家デビュー。2016年に刊行された第2作『永遠とは違う一日』は第29回山本周五郎賞候補となった。
2015年2月10日に「鳥取県あいサポート大使」に就任。
2016年8月、年内で『AneCan』の専属モデルを卒業することを発表。11月1日、プロ野球選手の涌井秀章と結婚。12月7日（日本時間8日）、ハワイで挙式した。
2017年10月2日、涌井との間に第1子を妊娠していることを自身のブログで報告。2018年1月27日放送の『moe's up!!』（bayfm）のエンディングで、産休に入ることを報告。
2018年3月7日、第1子出産を報告した。6月8日、第1子は男の子であることを公表。
2018年8月の『永遠とは違う一日』文庫化に際しては、自身の出産体験を踏まえて加筆・修正を行った。
2020年1月22日、YouTubeチャンネル「押切もえ / Moe ch.」を開設。
2021年3月13日、『moe's up!!』の番組内で第2子妊娠を報告。同年7月13日、長女となる第2子を出産したことを所属事務所を通じて報告した。

## 人物・エピソード
2歳下の弟がいる。
2003年、第31回ホノルルマラソンを女子総合1130位（4時間32分17秒）で完走するなどスポーツで汗を流すことも好きである。翌2004年の第32回ホノルルマラソンには、盲人ランナーの伴走として参加した。
英語でしゃべらナイトのトークで、好きな歌手としてAIの名前を挙げた。
押切自身がイメージキャラクターを務めるFOMASO703iをイメージしたファッションショーに出演した際のトークにおいて、主に好きな芸人として次長課長の河本準一、ムーディ勝山の名前を挙げた。
2015年、絵画作品「咲くヨウニ」が二科展に入選。初出品で初入選となった。絵は、小学生時代に「千葉県展」に入選した経験を持つ。26、7歳の時に、テレビ番組の企画で水彩画を描いてから、あらためて絵画にはまったという。2016年、2017年にも続けて入選している。
2021年10月30日、「JAAアロマコーディネーター」の試験に合格したことを発表。
家族旅行の写真などをSNSなどであげる様子などがニュースになったりもする。

### 著名人との関係
2006年9月22日に表参道ヒルズで行われた、紳士用ブランドダンヒルのイベントで、プロ野球の福岡ソフトバンクホークスに所属する新垣渚投手との恋愛関係にあるのでは…との一部ネット掲示板への書き込み・マスコミ報道について報道陣から質問があり、「（交際は）ありません。なぜ、そんな話が広まるのか不思議です」と否定した。彼女の熱愛説（あくまで噂）はこれが初めてである。   
2006年2月、週刊誌に石田純一から高級ワインを渡されているところを撮られた。ただやましい関係ではないと言う。
2007年5月30日に行われた藤原紀香と陣内智則の結婚披露宴において、紀香にキャンドルサービスのトーチを渡す役を果たした。
2008年5月、読売ジャイアンツの野間口貴彦投手との交際をブログで認めたが、2009年秋に破局が報じられた。

## 出演

### ランウェイ
- 東京ガールズコレクション

### 広告
- 着物『Moe Oshikiri』（2004年11月 - 、京都丸紅）
- 時計『WIRED f.』（2005年12月 - 、セイコー）
- ストッキング『f-ing MOTESTO』（2007年2月 - 、福助） - 蛯原友里とのコラボレーション企画

### テレビドラマ
- 恋ノチカラ 第1話（2002年1月10日、フジテレビ） - 木村壮吾の友人 役
- だめんず・うぉ〜か〜 第1話（2006年10月12日、テレビ朝日） - 本人 役
- VISION-殺しが見える女- 第7話（2012年8月23日、読売テレビ・日本テレビ系） - 萌子 役（友情出演）[24]
- 監獄のお姫さま 第2話（2017年10月24日、TBS） - 押切もえ（本人） 役[25]

### 映画
- 9-NINE/ナイン（2000年11月4日公開）- カオリ 役

### バラエティ番組
- 常夏ガール（2003年10月 - 2004年3月、テレビ東京）
- スーパービンゴナイト（2007年4月3日 - 、TBS） - 岡田圭右と司会
- アメカフェ♪（2008年10月 - 2009年3月、日本テレビ） - 司会
- シアワセ結婚相談所（2009年9月 - 2010年6月、日本テレビ） - MC
- ワンダー×ワンダー「夏の絶景&冒険スペシャル」（2011年8月20日、NHK総合） - ゲスト
- くりぃむクイズ ミラクル9（2012年 - 、テレビ朝日）  - 不定期出演

### 報道・情報番組
- スタ☆メン（2005年9月 - 2007年3月、フジテレビ・関西テレビ） - ゲストコメンテーター（3週に1度、吹石一恵、田丸麻紀と交替で出演）
- 人間!これでいいのだ（2006年8月 - 2007年2月、TBS） - レギュラー
- もえたび（2006年9月 - 2007年3月、BS-i）
- めざましテレビ（2007年3月5日 - 3月7日、フジテレビ） - 早耳のコーナーにて。最終日は生出演。
- オモ☆さん（2007年4月 - 9月、テレビ朝日） - 司会
- 恋するソウル（2010年7月4日 - 9月26日、テレビ東京） - レギュラーMC
- ぷれサタ!（2010年10月2日-、東海テレビ）
- 福祉ネットワーク「シリーズ“障がい者制度改革”」（2010年12月7日-8日、NHK教育）
- NHK海外ネットワーク（2011年9月24日、NHK総合テレビ） - ゲスト
- 押切もえの北海道極上の旅（2012年、制作著作WT、2012年9月30日のBS-TBSでの放送を皮切りに全国の民放各局で時差放送）
- 迫る参院選 選挙を考えてみませんか（NHK、2013年6月29日）
- スタジオパークからこんにちは（2014年1月24日 NHK）
- まるごと知りたい!AtoZ（2014年1月25日 NHK-BSプレミアム）
- スタイルプラス（2017年11月19日-、東海テレビ）

### ドキュメンタリー
- サイエンスミステリー それは運命か奇跡か!?〜DNAが解き明かす人間の真実と愛〜（2007年2月17日、フジテレビ） - 司会
- 奇跡の地球物語〜近未来創造サイエンス（2010年4月25日、テレビ朝日） - ゲストナレーション
- 押切もえのあいサポキャンプ　未来のあいサポート大使を探せ（2016年12月17日、BSS）

### 音楽番組
- 第48回日本レコード大賞（2006年12月30日、TBS） - 司会
- 歌謡チャリティーコンサート（2012年5月1日、NHK総合テレビ） - 司会

### 語学番組
- 英語でしゃべらナイト（2007年4月 - 2009年3月、NHK）
- 英語でしゃべらナイト リターンズ 二夜連続スペシャル!（2009年12月17-18日、NHK）

### スポーツ番組
- 2006世界バスケ（2006年、TBS） - スペシャルサポーター
- 2006F1日本グランプリ（2006年、フジテレビ） - スペシャルサポーター

### ラジオ
- 押切もえのもえラジ（2005年4月 - 2006年3月、NACK5他）
- moe's up!!（2008年10月 - 、bayfm）
- 押切もえのDOKI DOKI DISCOVERY（2014年4月6日 - 2017年4月2日、文化放送）

### CM
- 小学館「AneCan」
- Sony Ericsson 「SO702i」、「SO703i」
- アサヒビール 「旬果搾り」
- マンダム 「ルシードエル」
- エステ ラ・パルレ
- H.I.S.
- ジョンソン・エンド・ジョンソン 「ワンデーアキュビューディファイン」（2007年）
- ディーアップ「ディーアップ アイライナー」「ディーアップ マスカラ」（2015年）
- 花王 クリアクリーンプレミアム (2020年4月10日 -) [26]

### タイアップ企画
- 『ANA×Moe Oshikiri　be...Flight Project」（ANAの羽田国際化の海外ツアーのコラボ企画）』（全日本空輸　2010年 - ）[27]

### WEB
- girlswalker
- fashionwalker
- LOHASEE!
- とっても甘いの〜C'EST TRES DOUX〜（2009年5月、Bee TV） - 田中果帆 役
- 安室奈美恵ファッション総選挙　FASHION MOVIE BEST 50（2018年9月9日、AbemaTV）[28]

## 書籍

### 雑誌連載
- 『egg』（大洋図書）
- 『Popteen』（角川春樹事務所）
- 『ViVi』（講談社）
- 『CanCam』（小学館）
- 『AneCan』（小学館）
- 『AERA』現代の肖像（朝日新聞社、2005年3月21日発売号）
- 『AERA』日々、萌え。（連載、2007年8月 - 2011年4月）
- 『たまごクラブ』（ ベネッセコーポレーション、連載、2018年3月号 - 2018年6月号）[29]。

### 写真集
- 心の言葉（2010年8月4日、小学館）ISBN 978-4093423830

### エッセイ
- モデル失格〜幸せになるためのアティチュード〜(小学館101新書24)（2009年2月3日、小学館）ISBN 9784098250240
- LOVE my LIFE オトナ女子のための自分磨きレッスン（2011年、扶桑社） ISBN 9784594065034

### 小説
- 浅き夢見し（2013年、小学館）ISBN 9784093863605
- 永遠とは違う一日（2016年、新潮社）ISBN 9784103399315、（2018年、新潮文庫）ISBN 9784101215518

### 翻訳
- たまには、やすんだら？ －ナマケモノさんが教えてくれる世界一かわいいマインドフルネス－（Ton Mak著、2019年、飛鳥新社）ISBN 9784864107235

## 作品

### DVD
- IDOL BEAMS 2001 Vol.2 WAVEX - Emerald Color Of The Sea（2001年7月25日発売、BMG JAPAN）
- ファイト☆ガールズ（2003年11月21日発売、ジェネオン エンタテインメント）
- 愛ゆえの孤独 ~太宰治の世界~ 押切もえ 辿る斜陽の時（2006年11月3日発売、ユニバーサルミュージック）

## 受賞歴
- 第33回ベストジーニスト・協議会選出部門（2016年）[30]